# Pilar Marín
Pilar Marín Cruzado (17 ottobre 1960) è un'ex cestista spagnola.

## Carriera
Con la Spagna ha disputato due edizioni dei Campionati europei (1978, 1980).